# Penpot
Penpot, anteriormente chamado  de UXBOX, é um editor de gráfico de vetor e prototipagem de projetos de design baseado principalmente no navegador web, dispõe de cliente desktop para GNU/Linux, macOS e Windows. É distribuída sob licença de Software Livre, código aberto (open source), logo uma instância pode ser instalada em um servidor da Web gerenciado pelo usuário, a semelhança do Wordpress. Possui ferramentas pensadas para designers, desenvolvedores e stakeholders e tem como público-alvo equipes de produtos. Com recursos como Flex Layout e Code Inspect, permite colaboração em tempo real entre designers e desenvolvedores. Há a previsão de implementação do Grid Layout.
Software desenvolvido pela Kaleidos, uma empresa espanhola com sede em Madrid. A primeira versão alfa foi lançada em 2 de fevereiro de 2021 e o software foi apresentado na  FOSDEM 2021.

## Recursos
- Possui uma interface amigável e fácil de usar.
- Permite o trabalho online em tempo real de equipas multidisciplinares.
- Favorece padrões abertos, especialmente SVG.  Os arquivos são compatíveis com a maioria dos softwares vetoriais.
- Multi-plataforma, sendo baseado na web, não depende de sistemas operacionais ou instalações, requer apenas um navegador para ser executado.
- Aplicativo desenvolvido e desenvolvido pela comunidade. Oferece alta adaptabilidade, pois permite a contribuição com plugins.[7]
- Flex Layout[8]
- Grid Layout (em desenvolvimento)[9]

## História
2011-2014:  Fundação Kaleidos Open Source
A equipe por trás da Penpot funda a Kaleidos Open Source, uma consultoria de software na Espanha com forte crença no código aberto.
2015-2018:  Integrando Desenvolvimento e Design
Kaleidos traz designers internos e se concentra na integração de desenvolvimento e design.  A empresa lança Taiga, uma ferramenta ágil de gerenciamento de projetos de código aberto que ganha reconhecimento em todo o mundo.
2019-2020:  O Nascimento de Penpot
A equipe identifica a necessidade de melhores ferramentas de design de código aberto e decide criar uma solução por conta própria.  O primeiro protótipo foi criado durante a semana de Inovação Pessoal da Kaliedos (Piweek) e recebeu o nome de UXBOX.
Fevereiro de 2021:  lançamento público da Penpot
A plataforma é inicialmente rotulada como um produto alfa após seu lançamento público.
2021:  Semeando a comunidade inicial do Penpot e migrando para o beta
A comunidade inicial de Penpot é semeada e o projeto recebe financiamento público na Espanha.   A plataforma passa de  Alpha para Beta em novembro  , experimentando um aumento na adoção e no amor.
2022:  Garantia de Investimento da Série A
Penpot encontra o parceiro certo da Série A na Decibel, que lidera uma rodada de investimentos de US$ 8 milhões.  Isso marca a maior Série A para uma empresa espanhola de código aberto até o momento.
Janeiro de 2023:  Penpot está oficialmente fora da versão beta

Ao longo de sua evolução, a equipe Penpot tem se dedicado a fazer a ponte entre desenvolvedores e designers.  Nossos esforços resultaram em uma ferramenta que não é apenas estável e rica em recursos, mas também apoiada por uma comunidade engajada e solidária.